# Isola (Cevo)
Isola is een plaats (frazione) in de Italiaanse gemeente Cevo.